# كهوف جبل شدا
كهوف جبل شدا تقع في جبل شدا الأسفل في منطقة الباحة، تشتهر هذه الكهوف بكثرة المغاور والكهوف الغرانيتية الواسعة التي استخدمها سكان هذا الجبل منذ آلاف السنين عبر حقب زمنية بعيدة، دل على ذلك كثرة الرسوم والنقوش الثمودية والسبئية في مغارات وكهوف هذا الجبل، تتميز تلك الكهوف والمغارات بتشكيلاتها الجيولوجية الفريدة، فهي عبارة عن تجويات واسعة داخل الصخور الجرانيتية التي اتخذها الإنسان القديم مسكناً له، كما أنها تختلف عن ما يسمى بالدحول التي تنشأ في الأراضي ذات الصخور الرسوبية مما اكسبها تفرداً متميزاً.

## التاريخ

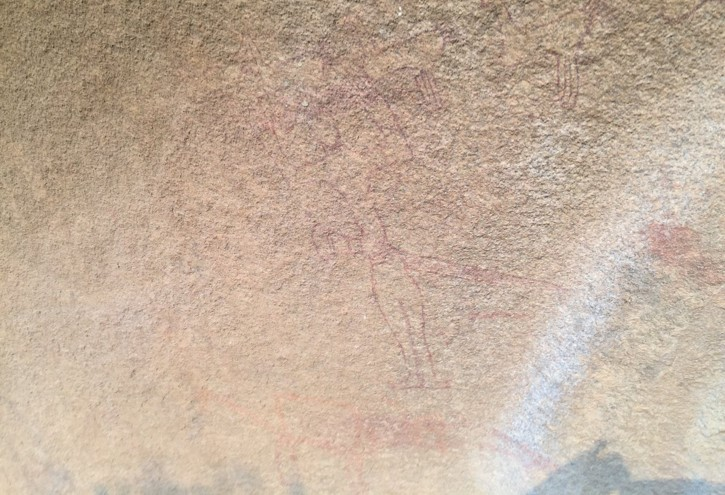
نقش غار الهريته

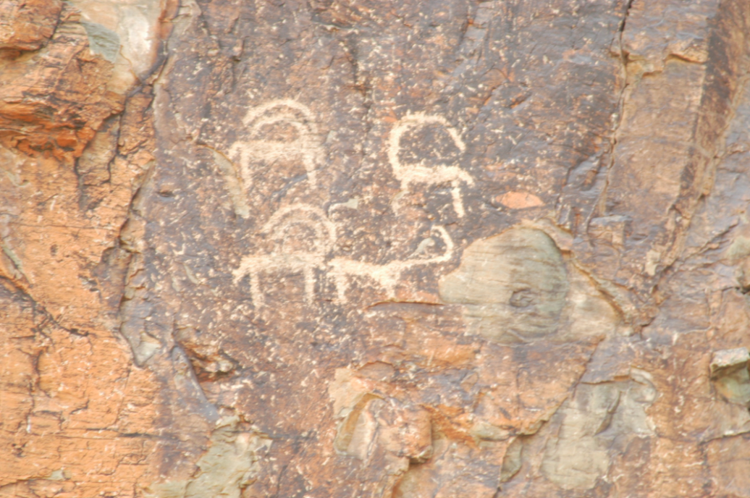

ذكر الباحث ناصر بن محمد الشدوي أن هذا الجبل بما يتميز به من معالم تاريخية يلقى الكثير من الاهتمام من السياحة والباحثين الجيولوجين من مختلف بلدان العالم ، مشيراً إلى أن المغارات العجيبة والكهوف الواسعة، تكونت بفعل عوامل التعرية خلال ملايين السنين، فتركت مكانها تجاويف كروية أو مستطيلة أو بيضاوية الشكل، تختلف أحجامها من صخرة إلى أخرى، وهي كثيرة جدًا في جبل شدا الأسفل.